# Artigues-près-Bordeaux

Artigues-près-Bordeaux este o comună în departamentul Gironde din sud-vestul Franței. În 2009 avea o populație de 7.000 de locuitori.

## Evoluția populației
| An        | 1975  | 1982  | 1990  | 1999  | 2006  | 2009  |
| --------- | ----- | ----- | ----- | ----- | ----- | ----- |
| Populație | 1.499 | 2.723 | 5.530 | 5.984 | 6.325 | 7.000 |